# Ласарте-Орія
Ласарте-Орія (баск. Lasarte-Oria, ісп. Lasarte-Oria) — муніципалітет в Іспанії, у складі автономної спільноти Країна Басків, у провінції Гіпускоа. Населення — 17 782 особи (2009).
Муніципалітет розташований на відстані близько 350 км на північний схід від Мадрида, 6 км на південний захід від Сан-Себастьяна.
На території муніципалітету розташовані такі населені пункти: (дані про населення за 2009 рік)
- Ласарте: 12593 особи
- Орія: 1020 осіб
- Ларрекоече: 769 осіб
- Ацобакар: 1428 осіб
- Остаран: 1972 особи

## Демографія
Динаміка населення (INE ):

## Галерея зображень

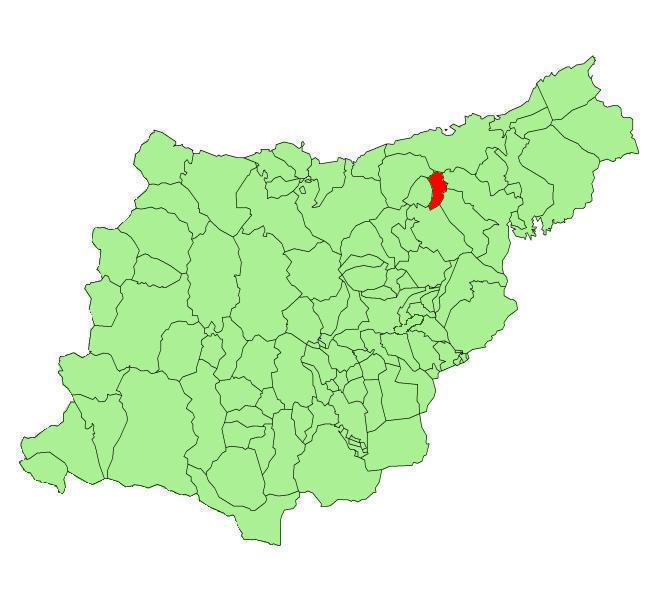
Розташування муніципалітету
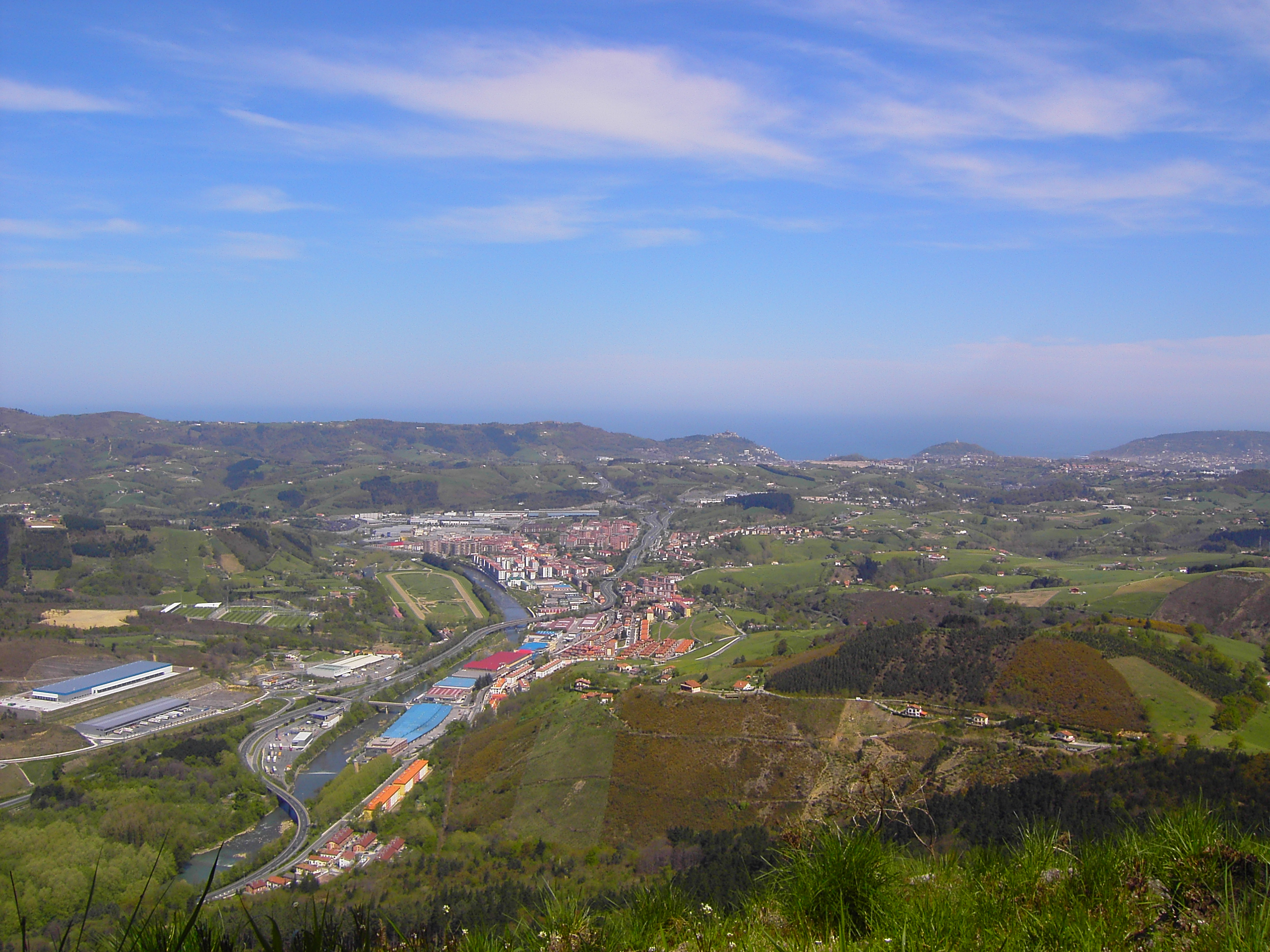
Ласарте-Орія